# Manzaneque
Manzaneque es un municipio y localidad española de la provincia de Toledo, en la comunidad autónoma de Castilla-La Mancha. El término municipal tiene una población de 398 habitantes (INE 2024).

## Toponimia
El término Manzaneque se deriva de la palabra manzana y se debería a la gran cantidad de manzanos que habría en este lugar en el momento de su fundación, hoy ya inexistentes. En el siglo XIII se denominaba Manzanech y en el siglo XVI aparece escrito como Mançaneque.

## Geografía
Manzaneque, municipio y villa de la provincia de Toledo de la que dista unos 40 kilómetros,  se encuentra situada en un llano  a los pies de las sierras de los Yébenes y la sierra de la Rabera a 715 m de altura; destacan el cerro de la Arboleda y la sierra del Pucheruelo. Tiene una extensión de 12,26 km². Y su término que limita con los Yébenes, Mora y  Orgaz es ondulado, de naturaleza arcillosa y arenosa, bañado por el arroyo Riansares, afluente del río Algodor, llamado también Arroyo de Orgaz, con un recorrido de 21 km. Se comunica por una carretera local que une Mora de Toledo y los Yébenes. Núcleo rural escasamente poblado, alcanzando el máximo de población en la primera mitad del siglo XX y al que el éxodo de los años 1950 y 1960 lo ha dejado reducido a 570 habitantes, 255 varones y 246 mujeres (datos de noviembre de 2015). Pertenece a la comarca de los Montes de Toledo.

## Historia
Es probable que el municipio existiera ya en la época visigoda, continuando poblado por mozárabes hasta la reconquista. 
María Catalina de Orozco, casada en terceras nupcias con Lorenzo Suárez de Figueroa XXXII maestre de la Orden de Santiago. Para afianzar las propiedades de Manzaneque (que nunca fue puesta bajo su jurisdicción) como entidad exenta del Señorío de Orgaz, en el siglo XIV mandó levantar el castillo, en el lugar donde antes debió existir un torrejón que vigilaba la salida de Toledo hacia Andalucía por los dos portachuelos cercanos que bifurcándose en Manzaneque daban acceso al camino de Sevilla por Los Yébenes, uno y al resto de la Mancha cruzando el río Algodor hacia Consuegra, otro. En torno a esta fortificación existía Manzaneque donado por Fernando III a Fernando Yánez de Alfarilla, población no falta de importancia por su situación estratégica para la defensa de las comunicaciones de Andalucía con Toledo. 
A mediados del siglo XIX, el lugar contaba con una población censada de 400 habitantes. La localidad aparece descrita en el undécimo volumen del Diccionario geográfico-estadístico-histórico de España y sus posesiones de Ultramar de Pascual Madoz de la siguiente manera:

MANZANEQUE: l. con ayunt. en la prov. y dióc. de Toledo (6 leg), part. jud. de Orgáz (1), aud. terr. de Madrid (14), c. g. de Castilla la Nueva: sit. en llanura, con clima templado; reinan los vientos E. y O., y se padecen tercianas: tiene 75 casas en 2 calles y 1 plaza sin empedrado; casa de ayunt., cárcel, escuela de niños dotada con 730 rs. de los fondos públicos, á la que concurren 26; una igl. parr. dedicada á la Asuncion de Ntra. Sra. con curato de entrada y provision de la sacra asamblea de la órden de San Juan, como perteneciente á los prioratos de Alcaráz; la jurisd. se ejerce por el diocesano, por medio del vicario de esta última v.; á su inmediacion está el cementerio que no ofende la salud, y un cast. ant. en mal estado: se surte de aguas potables en un pozo de buena calidad, que dista 4,000 pasos al E. Confina el term. por N. con el de Mora; E. Consuegra; S. Yébenes; O. Orgáz; estendiéndose 1/2 leg. de N. á S., lo mismo de E. á O., y comprende una deh. de pasto y labor llamada Peñuela, propia de la encomienda de Yébenes, con 176 fan. de cabida, un prado natural labrado la mayor parte por arbitrio del pueblo, y otras tierras de labor, todas de secano, aunque hay un arroyuelo insignificanle en tiempo de lluvias que viene desde Orgáz: el terreno es todo llano, sin montes ni alamedas: los caminos vecinales, cruzándose de la Mancha á Talavera de la Reina y de Mora á Andalucía: el correo se recibe en Orgáz por conducto del alguacil del ayunt. 3 veces á la semana. prod.: trigo, cebada y centeno; se mantiene ganado lanar, el necesario para labor y apenas hay caza alguna. pobl.: 95 vec., 400 alm. cap. prod.: 912,182. imp.: 24,404. contr.: segun el cálculo oficial de la prov. 74'48 por 100. presupuesto municipal: 6,845 , del que se pagan 1,460 al secretario por su dotacion, y se cubre con 1,866 que producen los bienes de propios, y el resto por reparto vecinal.
(Madoz, 1848, p. 202)

En 1879 se abrió al tráfico la línea Madrid-Ciudad Real, que permitió la conexión de la comarca con el resto de la red ferroviaria española. El municipio contaba con la estación de ferrocarril de Manzaneque, que disponía de un edificio de pasajeros e instalaciones para mercancías. La línea se mantuvo en servicio hasta su clausura en 1988.

## Demografía
Cuenta con una población de 398 habitantes (INE 2024).
| Gráfica de evolución demográfica de Manzaneque entre 1842 y 2021                                                      |
| |
| Población de derecho según los censos de población del INE. Población de hecho según los censos de población del INE. |

## Transportes
Carreteras
Por Manzaneque pasan o se inician las siguientes carreteras:
| Denominación de la Carretera                                    | Lugar de entrada                  | Lugares a los que va                                               |
| --------------------------------------------------------------- | --------------------------------- | ------------------------------------------------------------------ |
| CM-4017 Carretera de Mora a Horcajo de los Montes (Ciudad Real) | Entrada por el este de Manzaneque | Este:Mora Oeste: Los Yébenes, El Molinillo y Horcajo de los Montes |
| TO-2231-V Carretera de Consuegra                                | Entrada por el Sureste            | SE: Consuegra                                                      |

## Administración
| Periodo   | Nombre                         | Partido |
| --------- | ------------------------------ | ------- |
| 1979-1983 | Augusto Pantoja Rodríguez      | UCD     |
| 1983-1987 | Sebastián Vargas Carcía        | AP      |
| 1987-1991 | Sebastián Vargas Carcía        | PP      |
| 1991-1995 | Lucio Gómez Valor              | PP      |
| 1995-1999 | María Salomé Manzano Rodríguez | PSOE    |
| 1999-2003 | María Salomé Manzano Rodríguez | PSOE    |
| 2003-2007 | María Salomé Manzano Rodríguez | PSOE    |
| 2007-2011 | María Salomé Manzano Rodríguez | PSOE    |
| 2011-2015 | María Salomé Manzano Rodríguez | PSOE    |
| 2015-2019 | Antonio Morales Lillo          | PP      |
| 2019-2023 | Francisco Rodríguez Núñez      | PSOE    |
| 2023-act. | Francisco Rodríguez Núñez      | PSOE    |

## Patrimonio
- Castillo de Manzaneque (siglo XIV).
- Ermita de San Sebastián.

## Fiestas
- 20 de enero: San Sebastián.
- 13 de junio: San Antonio.
- 15 de agosto: Nuestra Señora de la Asunción.
- Último fin de semana de agosto: Santísimo Cristo de la fe.